# Захід – Схід II
Захід — Схід II — гігантська трубопровідна система у Китаї, призначена для подачі блакитного палива з Центральної Азії до головних центрів споживання на сході країни.
У другій половині 2000-х років Китай досяг угоди з Туркменістаном про широкомасштабні поставки природного газу, що призвело до спорудження трубопровідної системи Центральна Азія — Китай, яка досягнула казасько-китайського кордону в районі Хоргосу. Для подальшого транспортування блакитного палива територією Китаю спорудили спорудили систему Захід — Схід II, що розпочала перекачування газу в середині 2011 року (одного з найвіддаленіших від Хоргосу пунктів — Гонконгу — блакитне паливо досягнуло наприкінці 2012-го). При цьому окрім ресурсу туркменського походження через Центральна Азія — Китай отримують певні обсяги узбецького та казаського газу, а на території Китаю до головної магістралі системи Захід — Схід II може надходити продукція газових промислів Таримського басейну (відповідна бічна гілка під'єдна в районі Турфану) та Ордосу (під'єднання в районі Чжунвей).
Ще шість бічних відгалужень призначені для розведення протранспортованого ресурсу до ряду провінцій та економічних центрів країни. Зокрема, в провінції Хенань починається лінія у напрямку Цзінань (провінція Шаньдун), в районі Наньчану відходять відгалуження до Шанхаю та Чанша, а від кінцевого пункту головної магістралі у Гуанчжоу беруть початок лінії до Шеньчженя/Гонконгу (має довжину 80 км та завершується на ТЕС Блек-Пойнт) та столиці Гуансі-Чжуанського автономного району міста Наньнін (має довжину 343 км).
На заході Китаю Захід — Схід II певний час прямує в одному коридорі із трубопроводом Захід — Схід I (споруджений дещо раніше для транспортування газу китайського походження, передусім з Таримського басейну) та може обмінюватись із ним ресурсом.
Для системи використали труби із максимальним діаметром 1219 мм, вона має максимальний робочий тиск у 12 МПа, а пропускна здатність визначена на рівні 30 млрд м3 на рік. Довжина головної магістралі Хоргос — Гуанчжоу становить 4843 км, тоді як загальна протяжність всіх пов'язаних із Захід — Схід II елементів сягає 9102 км (включаючи Центральна Азія — Китай).